# Smaltjärnen (Leksands socken, Dalarna, 672803-142776)
Smaltjärnen är en sjö i Leksands kommun i Dalarna och ingår i Dalälvens huvudavrinningsområde.